# Serranus atrobranchus
Serranus atrobranchus es una especie de peces de la familia Serranidae en el orden de los Perciformes.

## Morfología
Los machos pueden llegar alcanzar los 19 cm de longitud total.

## Distribución geográfica
Se encuentra desde Florida y el norte del Golfo de México hasta el Brasil (Río de Janeiro y Río Grande del Sur ).<